# مسجد كامبونج تانجونج مايا
مسجد كامبونج تانجونج مايا يقع المسجد في منطقة كامبونج تانجونج مايا، والتي تبعد حوالي ثمانية كيلومترات من بيكان توتونج في بروناي .

## البناء
تم البدء في بناء مسجد كامبونج تانجونج مايا في الرابع عشر من شهر يوليو من عام 1972، على موقع أرض مساحتها الاجمالية 4 فدان، وتم الانتهاء من البناء في الرابع عشر من شهر حزيران من عام 1973، مع اجمالي نفقات تبلغ 42,000.00 دولار .

## الافتتاح
افتتح مسجد كامبونج تانجونج مايا رسميا من قبل السلطان حسن البلقية سلطان بروناي دار السلام، وذلك يوم الجمعة الخامس من شهر محرم من عام 1393 هـ الموافق السادس من شهر يوليو من عام 1973، وبلغت قدرة المسجد الاستيعابية 250 مصلي .

## التوسعة
تم توسيع المسجد وتجديده في شهر يونيو حزيران من عام 1984، وبلغت تكلفة التوسعة 250,000.00 دولار، وأصبح المسجد قادر على أن تستوعب ما يصل إلى 400 مصلي في وقت واحد، ومن بين التسهيلات المتاحة في المسجد وجود قاعة متعددة الأغراض، بالإضافة لمكتبة.